# Kerria greeni
Kerria greeni är en insektsart som först beskrevs av Chamberlin 1923.  Kerria greeni ingår i släktet Kerria och familjen Kerriidae. Inga underarter finns listade i Catalogue of Life.